# ナガイ島

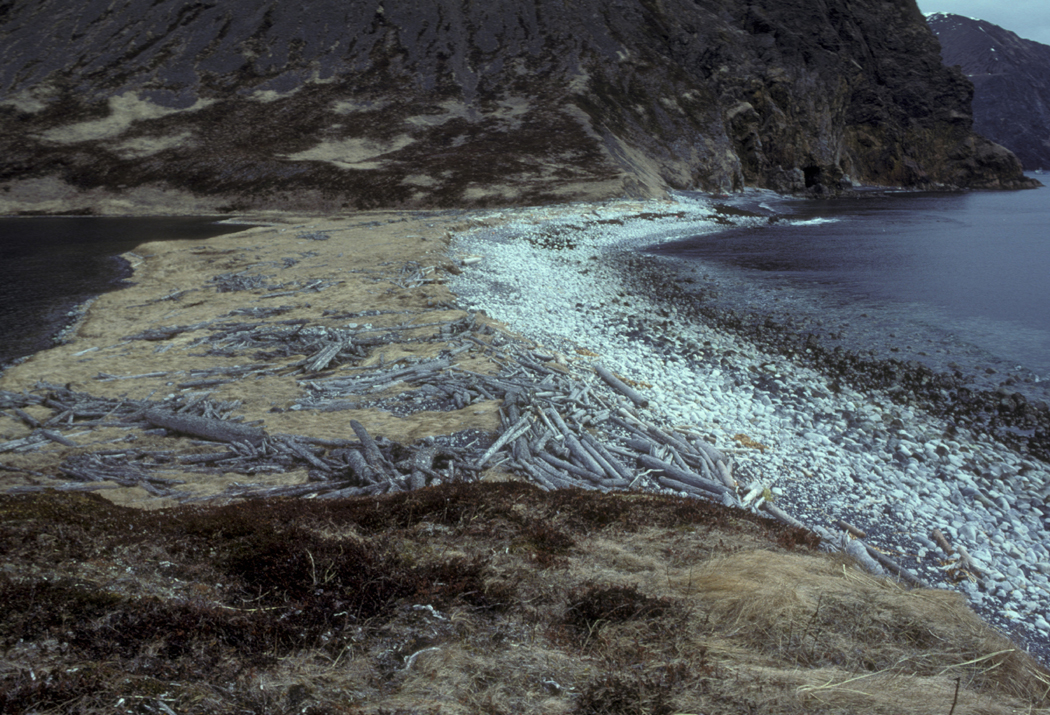
1985年のナガイ島

ナガイ島(Nagai Island)はアラスカ湾に浮かぶシュマージン諸島最大の島の一つ。北緯55度05分 西経160度01分 / 北緯55.083度 西経160.017度座標: 北緯55度05分 西経160度01分 / 北緯55.083度 西経160.017度に位置し、長さ約31 マイル。
ヴィトゥス・ベーリングの船St. Peterの記録によると、ニキータ・シューマジンという船乗りが壊血病で死亡し、1741年8月31日にナガイ島に埋葬された。シュマージン諸島は彼の名にちなんで名付けられた。